# Laura Archera
Laura Archera (Torino, 2 novembre 1911 – Los Angeles, 13 dicembre 2007) è stata una violinista e scrittrice italiana in lingua inglese, seconda moglie di Aldous Huxley.

## Biografia
Nata a Torino nel 1911, da Felice Archera e Fede Belini, Laura aveva anche una sorella, Rossana, più grande di due anni. Nove anni dopo nacque anche un terzo fratello, Franco, che però morì a soli quattro anni di scarlattina. Laura si dimostrò sin da giovanissima un grande talento per la musica, e all'età di dieci anni imparò a suonare il violino, diventando subito una bambina prodigio. I suoi studi di musica proseguirono con grandi profitti e all'età di quattordici anni ebbe l'onore di eseguire un concerto in presenza della regina Elena di Savoia. Per perfezionare le sue tecniche di esecuzione la giovane Laura studiò a Parigi, Berlino e Roma, dove si diplomò professore di musica a soli diciassette anni. Dopo questo traguardo fu la volta degli Stati Uniti dove Laura continuò la sua educazione musicale al Curtis Institute of Philadelphia e si esibì alla Carnegie Hall con un concerto di Mozart. Il successo fu tale che per i successivi quattro anni Laura viaggiò oltreoceano per esibirsi ogni inverno in tutti gli Stati Uniti. Proprio durante uno di questi soggiorni, in Europa Mussolini aveva stipulato il suo patto d'acciaio con la Germania nazista e, in segno di protesta, la giovane musicista decise di restare in esilio in America, grazie all'ospitalità di molte persone, prima fra tutte la sua cara amica Virginia Pfeiffer.
Laura divenne musicista per la Los Angeles Philharmonic Orchestra dal 1944 al 1947, quando, a causa della grave infermità di Virginia Pfeiffer, decise di abbandonare il violino per dedicarsi allo studio della psicologia e della medicina alternativa. Secondo la figlia della sua amica Virginia, Karen Pfeiffer, Laura decise di donare il suo violino Guarneri al celebre violinista Yehudi Menuhin.
Nel 1948 cercò nuove forme di espressione per la sua creatività e si diede al cinema, diventando regista di documentari e aiuto montatore per la RKO. In quello stesso anno incontrò lo scrittore e filosofo Aldous Huxley insieme alla sua prima moglie Maria durante un Palio di Siena. Nel 1956, un anno dopo la morte di Maria si sposarono e si trasferirono in una abitazione vicina a quella di Virginia Pfeiffer, affinché Laura potesse continuare ad assistere la sua amica gravemente malata di cancro, fino a quando un terribile incendio non rase al suolo l'abitazione; fu così che i due decisero di vivere nella stessa abitazione con Virginia e i suoi due figli. Musa ispiratrice negli ultimi anni di vita dello scrittore, ne condivise le sperimentazioni di droghe psichedeliche. Il 22 novembre 1963, il marito sul suo letto di morte, incapace di parlare, le chiese per scritto di ricevere un'iniezione endovenosa di 100 µg di LSD, e accompagnò il suo trapasso con la lettura di passi del Libro tibetano dei morti.
Rimasta vedova, si dedicò all'attività letteraria, sia come custode dell'eredità del marito, sia come autrice: scrisse memorie autobiografiche e opere originali. Nel 1978 fondò l'associazione "Children: Our Ultimate Investment", dedicata a progetti educativi per l'infanzia. Morì nel 2007 nella sua casa di Hollywood.

## Opere
- This timeless moment: a personal view of Aldous Huxley. Chatto & Windus, Londra 1969.
- You are not the target. Farrar, Straus and Co., New York 1994.
- Between heaven and earth (trad. it. Tra cielo e terra: ricette per vivere e amare. Astrolabio, Roma 1995). ISBN 8834011694
- Il bambino dei tuoi sogni, con Piero Ferucci. Amrita, Torino 1999. ISBN 8887622116